# Manuel José de Sousa Conceição
Manuel José de Sousa Conceição (Desterro, 1803 — Desterro, 7 de outubro de 1873) foi um político brasileiro.
Filho de Luiz José de Sousa Conceição e de Ana Maria de Jesus.
Foi deputado à Assembleia Legislativa Provincial de Santa Catarina na 18ª legislatura (1870 — 1871) e na 19ª legislatura (1872 — 1873).
Foi cirurgião da 2ª Divisão da Companhia de Aprendizes Marinheiros de Laguna (1874).